# Daringklasse (2006)

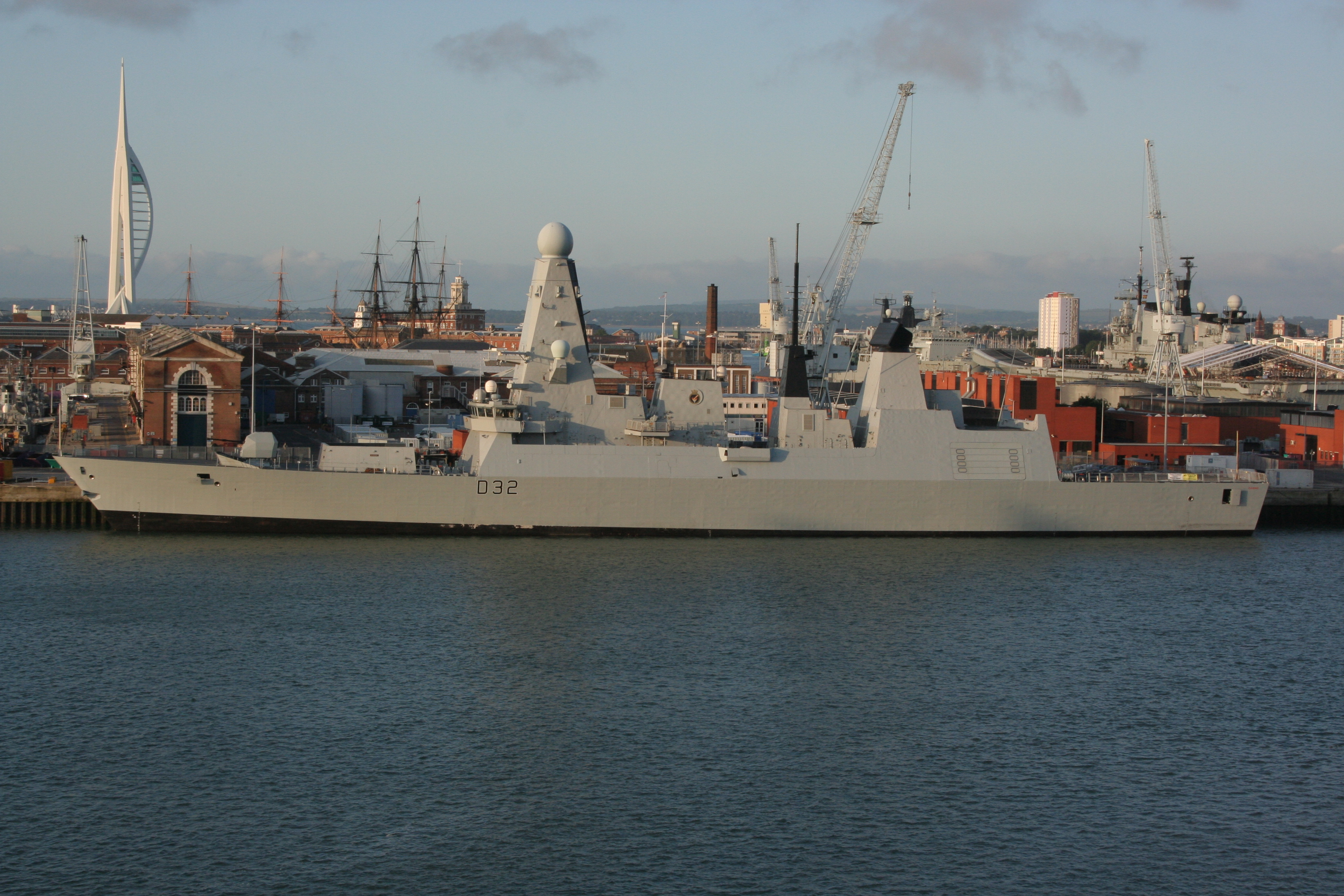
HMS Daring

De Daringklasse (Type 45) is een serie van zes, mogelijk acht, torpedobootjagers van de Britse Royal Navy.

## Schepen
| Naam          | Naamsein | Tewaterlating    | In dienst         |
| ------------- | -------- | ---------------- | ----------------- |
| HMS Daring    | D32      | 1 februari 2006  | 23 juli 2009      |
| HMS Dauntless | D33      | 23 januari 2007  | 3 juni 2010       |
| HMS Diamond   | D34      | 27 november 2007 | 6 mei 2011        |
| HMS Dragon    | D35      | 17 november 2008 | 20 april 2012     |
| HMS Defender  | D36      | 21 oktober 2009  | 21 maart 2013     |
| HMS Duncan    | D37      | 11 oktober 2010  | 26 september 2013 |

De torpedobootjagers van de Daringklasse zijn besteld ter vervanging van de torpedobootjagers van de Sheffieldklasse (Type 42), die sinds de jaren zeventig in dienst waren. De Royal Navy had een initiële behoefte aan twaalf schepen, waarvan er aanvankelijk zes zijn besteld. Plannen, zoals in juli 2004 bekendgemaakt door het Britse ministerie van defensie, om er acht te bouwen, werden niet gerealiseerd. De kostprijs bedraagt ca. 1 miljard Pond sterling per stuk. De schepen moesten rond 2014 alle in dienst zijn.

## Achtergrond
De Daringklasse maakt onderdeel uit van een nieuwe generatie Europese oorlogsschepen voor luchtverdediging, waartoe ook de Nederlandse De Zeven Provinciënklasse behoort. Gezamenlijke studies van een aantal NAVO-bondgenoten startten al in de jaren tachtig onder het NFR-90-project. Het NFR-90-project viel uiteen in twee programma's: Nederland, Duitsland en Spanje besloten samen te werken bij de ontwikkeling van het scheepsplatform; Frankrijk, Italië en het Verenigd Koninkrijk gingen door met het Horizonproject. Het VK stapte op zijn beurt uit het Horizonproject om de Type 45 te ontwikkelen.

## Bouw
BAE Systems Marine was de hoofdaannemer van het project. Alle schepen werden geassembleerd bij Yarrow in Scotstoun. Vosper Thorneycroft in Portsmouth bouwt boegdelen, masten en schoorstenen. De bouw van het eerste schip begon in 2003. De Daring werd in 2004 te water gelaten en begon in 2007 aan de proefvaarten.

## Schip
Het schip heeft een waterverplaatsing van ca. 8000 ton. De ontwerpsnelheid bedraagt 27 knopen (50 km/h) en het bereik ruim 7000 zeemijlen (13 000 km).

## Taak
De hoofdtaak van het schip is luchtverdediging voor scheepsverbanden op grote afstand. Daartoe is het uitgerust met een lange-afstandwaarschuwingsradar en onderscheppingsmiddelen. Het PAAMS-systeem is ook in staat Tomahawk-kruisraketten te lanceren, waardoor de schepen secundair ook ingezet kunnen worden voor het ondersteunen van missies op land. Zoals de meeste oorlogsschepen werden ze ook uitgerust met middelen voor oppervlakte-oorlogvoering en voor onderzeebootbestrijding. Ze kunnen een Merlin -helikopter meevoeren.

## Bewapening
Het PAAMS (Principal Anti Aircraft Missile System) is het belangrijkste wapensysteem. Dit is het product van samenwerking met Frankrijk en Italië. Het PAAMS-systeem bestaat uit 48 lanceercellen voor Aster 15- en Aster 30-raketten.
De Aster 30-raket haalt een snelheid van Mach 4 en heeft een bereik van 120 km. De Aster 15-raket, voor nabijheidsverdediging, heeft een bereik van 30 km en haalt een snelheid van Mach 3.
Secundaire bewapening bestaat uit een Vickers Mk 8 Mod 1-kanon (114 mm) en twee mitrailleurs van 30 mm. Er kunnen twee snelvuurkanonnen, zoals de Phalanx, geplaatst worden.

## Aandrijving
Het schip heeft twee WR-21-gasturbines met een vermogen van 25 MW elk.